# Сражение при Чапультепеке
Сражение при Чапультепеке (англ. The Battle of Chapultepec) — произошло 12—13 сентября 1847 года во время Мексиканской войны. Американской армии удалось одержать крупную победу и взять штурмом мексиканскую крепость Чапультепек.

## Предыстория
8 сентября 1847 года после кровопролитного сражения при Молино-дель-Рей американская армия смогла отбросить мексиканцев от их позиций у замка Чапультепек, который прикрывал Мехико с запада. Однако представители инженерных войск США считали предпочтительными южные подступы к городу.
Ещё 6 сентября инженеры Скотта, Ли, де Борегар и Тауэр, занялись разведкой южных подступов к Мехико. Они продолжили её 7 и 8 сентября, а 9 сентября Скотт лично провёл рекогносцировку и убедился, что мексиканцы тщательно укрепляют это направление. 10 и 11 сентября инженеры продолжили разведку, и в итоге Роберт Ли решил, что нашёл удобное место для артиллерийской батареи, при помощи которой можно атаковать город с юга. В ночь на 12-е Скотт собрал военный совет в храме селения Пьедад. Он сказал, что после всех понесённых потерь необходимо нанести решительный удар с минимальными потерями. Он сам полагал, что бомбардировка замка Чапультепек приведёт к его эвакуации и позволит легко его взять. Все инженеры, кроме де Борегара, высказались против этого плана и за то, чтобы атаковать с юга. Все генералы, кроме Твиггса, присоединились к этому мнению. Де Борегар объяснил свою точку зрения и склонил на свою сторону генерала Пирса. Тогда Скотт принял решение атаковать Чапультепек и на этом закрыл совет.
Роберту Ли было приказано незамедлительно начать строительство четырёх батарей для бомбардировки Чапультепека. Артиллеристы быстро выбрали позиции, которые Ли утвердил. Батарея № 1 (Два 16-фунтовых орудия и одна 8-дюймовая гаубица под командой капитана Драма и лейтенантов Бенжамина и Портера) была построена на дороге из Такубайи к Чапультепеку. Батарея № 2 была построена Хьюджером к северо-западу от Такубайи (Одно 24-фунтовое орудия и одна 8-дюймовая гаубица). Батареи № 3 и № 4 были нацелены на западную сторону Чапультепека. Строительство батареи № 1 было поручено Тауэру и Смиту, и уже в 7 утра 12 сентября они установили там две 16-фунтовые и две 8-дюймовые гаубицы. С утра батарея открыла огонь, и вскоре к ней присоединилась батарея № 2 (одна 24-фунтовая и одна 8-дюймовая гаубицы). Батареи № 3 и № 4 требовали больше труда; Ли сам руководил их постройкой при содействии лейтенанта Маклеллана и ввёл орудия в дело только днём 12 сентября.
В это время Санта-Анна укреплял все подступы к Мехико, но он не знал, где противник нанесёт основной удар, поэтому раздробил армию на отдельные подразделения и разбросал её по всему фронту, точно так же распределив и орудия. 11 сентября он заметил выдвижение американской армии к южным воротам, поверил в угрозу с этой стороны и снял часть людей и орудий с замка Чапультепек и Западных ворот (ворот Белен). 12 сентября, после начала бомбардировки, он понял, что противник атакует Чапультепек, и отправил туда лучших инженеров, но было уже поздно. Два самых лучших орудия уже вышли из строя, здание сильно пострадало, а гарнизон понёс ощутимые потери. К вечеру генерал Браво донёс о том, что гарнизон нуждается в замене свежими частями, но Санта-Анна отказал, пообещав прислать подкрепления непосредственно в ходе штурма. Однако гарнизон не покинул замок, как рассчитывал Хьюджер, и Скотт понял, что штурм неизбежен. Он думал начать его вечером, но всё же перенёс начало на утро. Дивизия Китмана должна была наступать со стороны Такубайи, а дивизия Пиллоу — со стороны Молино-дель-Рей.
Антонио Лопес де Санта-Анна понимал всю важность замка Чапультепек для обороны столицы. Замок находился на вершине 60-метрового холма и в последнее время использовался Мексиканской Военной Академией. У генерала Николаса Браво, однако, имелось всего 922 человека для защиты холма: 250 человек 10-го пехотного полка, 115 солдат батальона Кэретаро, 277 солдат батальона Мина, 211 солдат Союзного батальона, 27 батальона Толука и 42 батальона Ла Патриа. Так же имелось 200 кадетов возрастом около 13 лет. Пологий склон, ведущий от замка к Молино дель Рей, был единственным местом для атаки.

## Сражение

Штурм Чапультепека

13 сентября в 5:30 орудия открыли огонь по замку; в 8:00 они сделали паузу, которая была сигналом к атаке, а затем открыли огонь снова. 11-й и 14-й пехотные полки при поддержке двух орудий лейтенанта Томаса Джексона выдвинулись к северной стороне замка, чтобы отрезать мексиканцам пути переброски подкреплений. Полковник Джозеф Джонстон повёл 4 роты вольтижёров по западному склону чапультепекского холма и занял несколько реданов и земляных укреплений. Часть внешних редутов была обстреляна гаубицами Джессе Рено. Другие 4 роты вольтижёров пошли в наступление через кипарисовую рощу. За ними шли 9-й и 15-й пехотные полки. Санта-Анна всё ещё не был уверен, что это главная атака, и сосредотачивал силы в основном против дивизии Китмана.
Между тем полковник Рэнсом повёл на штурм замка свой 9-й пехотный полк, но в первые же минуты был убит мушкетной пулей. Полк подошёл к самым стенам замка, но тут обнаружилось, что штурмовые лестницы по какой-то причине отсутствуют. Атакующие залегли за скалами на склоне холма и вступили в перестрелку с противником. Чтобы помочь штурмующей колонне, генерал Китман атаковал Чапультепек с юга. Лейтенант Томас Майн Рид лично повёл две роты 2-го Нью-Йоркского полка на штурм, был ранен, но роты продолжили атаку.
С юго-запада наступали 40 морских пехотинцев капитана Кейси, за которыми шла бригада волонтёров Джеймса Шилдса. Штурмовой колонне тоже пришлось остановиться в ожидании лестниц, и часть людей Шилдса остановились прямо перед мексиканской артиллерией. Наконец, появились лестницы, и первая волна атакующих поднялась на стену. Нашлось столько лестниц, что 50 человек могли подниматься по ним одновременно. Генерал Джордж Пикетт был первым, кто сумел взойти на стену, а вольтижёры вскоре установили свой флаг на стене. Колонна полковника Трусдейла шла на штурм при поддержке артиллерии Томаса Джексона. Они встретили стойкое сопротивление превосходящих сил противника. На помощь пришла бригада Ньюмана Кларка. Генерал Шилдс был ранен несколько раз, до того как его люди прорвались на стену. Именно его отряд поднял американский флаг над крепостью.
Попавший под удар с двух сторон, генерал Браво приказал отступить в город. Сам он не успел отойти и был взят в плен добровольцем Шилдса. Ночью мексиканцы отошли в город. Санта-Анна наблюдал падение Чапультепека, когда его помощник воскликнул: «Мексиканский флаг не должен попасть в руки врага».

### Los Niños Héroes
Во время сражения шесть кадетов-мексиканцев отказались выполнить приказ генерала Браво об отступлении и продолжали сражаться, пока не были убиты превосходящими силами противника. Их имена: лейтенант Хуан де ла Баррера, кадеты Агустин Мельгар, Хуан Эскутиа, Висенте Суарес, Франсиско Маркес и Фернандо Монтес де Ока. Они погибли один за другим. Последним остался Хуан Эскутиа. Когда приблизились солдаты противника, он схватил мексиканский флаг, обернул его вокруг себя и прыгнул вниз со стены замка. Сейчас в Чапультепекском парке находится монумент в память этого события.
Кадеты вошли в историю Мексики как Los Niños Héroes, «дети-герои» или «героические кадеты».

### Батальон Святого Патрика

Сэм Чэмберлен, Казнь сан-патрикианцев после сражения при Чапультепеке.

Во время сражения были казнены тридцать человек из батальона Святого Патрика — ирландцы, перешедшие на сторону Мексики из американской армии. Они попали в плен ещё при Чурубуско, и генерал Скотт держал их ввиду Чапультепека, чтобы они умерли именно в тот момент, когда американский флаг поднимется над цитаделью. Их повесили лицом к крепости в 09:30. Приговор осуществлял полковник Уильям Харни. Когда военный хирург сообщил ему, что у одного из приговорённых ампутированы обе ноги, Харни ответил: «Давайте сюда этого чёртова сукина сына! Мне приказано повесить 30 человек и я это сделаю!»

## Последствия
Сражение стало безоговорочной победой США. Длившееся почти весь день, оно было жестоким и кровопролитным. Генералы Твиггс, Пиллоу, Шилдс и полковник Трусдейл были ранены. Самые тяжёлые потери были понесены во время атаки Китмана на Белен-Гейт. В этом бою погиб почти весь штаб Китмана.
Санта-Анна потерял генерала Браво, который попал в плен, а генерал Хуан Перес был убит. В порыве ярости Санта-Анна ударил генерала Терреса и отстранил его от командования за потерю Белен-Гейт. В своих мемуарах Санта-Анна называет Терреса «предателем» и делает из него «козла отпущения» во всей истории с обороной столицы.

## Интересные факты
Многие американские офицеры получили за это сражение свои первые повышения в звании. Джордж Пикетт, прежде крайне неудачно окончивший Вест-Пойнт (последним в классе), после этого сражения стал широко известен в армии и стране. Лейтенанты и капитаны, сражавшиеся под Чапультепеком впоследствии станут генералами Севера и Юга во время гражданской войны. В сражении участвовали Джордж Макклелан, Улисс Грант, Томас Джексон (знаменитый в будущем Джексон-Каменная-Стена), Джеймс Лонгстрит, Джозеф Джонстон, Джон Седжвик, Льюис Армистед (ранен при Чапультепеке), Джеймс Арчер, Кадмус Уилкокс и многие другие.
В штурме Чапультепека участвовал (в качестве офицера пехотного полка) будущий писатель Томас Майн Рид. Он получил тяжёлое ранение в бедро, от которого впоследствии сильно страдал.